# Nantes Challenger 1995
Il Nantes Challenger 1995 è stato un torneo di tennis facente parte della categoria ATP Challenger Series nell'ambito dell'ATP Challenger Series 1995. Il torneo si è giocato a Nantes in Francia dal 13 al 19 novembre 1995 su campi in cemento indoor.

## Vincitori

### Singolare
Guillaume Raoux ha battuto in finale  Jeff Tarango con il punteggio di 6–2, 7–5

### Doppio
Kent Kinnear /  Sébastien Lareau hanno battuto in finale  Nicola Bruno /  Chris Woodruff con il punteggio di 6–2, 3–6, 7–6